# بیل نلسون
بیل نلسون (به انگلیسی: Bill Nelson) (زادهٔ ۲۹ سپتامبر ۱۹۴۲) سیاستمدار آمریکایی، سناتور ایالت فلوریدا در سنای ایالات متحده آمریکا از ۳ ژانویه ۲۰۰۱ تا ۲۰۱۹ است. وی در زمرهٔ سناتورهای گروه اول بود که تنها دو سال در سنا حضور دارند و در انتخابات بعدی نیز مجدداً می‌توانند شرکت کنند. وی تا تاریخ ۳ ژانویه ۲۰۱۹ در این مجلس بود.
رئیس‌جمهور جو بایدن نلسون را به عنوان مدیر ناسا معرفی کرد که به اتفاق آرا از سنا رای اعتماد گرفت.